# Angelique (Vorname)
Angelique oder Angélique ist ein weiblicher Vorname. Er ist die niederländische und französische Variante von Angelika.

## Bekannte Namensträgerinnen
Angelique:
- Angelique, Pseudonym von Conny Schouman (* 1939), niederländische Sängerin
- Angelique Damschen (* 1967), deutsche Sängerin und Stimmtrainerin
- Angelique Kerber (* 1988), deutsche Tennisspielerin
- Angelique van der Meet (* 1991), niederländische Tennisspielerin
- Angelique Pettyjohn (1943–1992), US-amerikanische Schauspielerin und Burlesque-Königin
- Angelique Raeven (* 1971), niederländische Künstlerin, Mitglied der Gruppe L.A. Raeven
- Angelique Rockas, griechische Schauspielerin und Theaterpraktikerin
- Angelique Widjaja (* 1984), indonesische Tennisspielerin

Angélique:
- Angélique Arnauld (1591–1661), Äbtissin von Port-Royal
- Angélique du Coudray (1712/14–1794), französische Hebamme
- Angélique Delahaye (* 1963), französische Politikerin
- Angélique Duchemin (1991–2017), französische Boxerin
- Angélique Duvier (* 1958), deutsche Schauspielerin
- Angélique de Fontanges (1661–1681), Mätresse von Ludwig XIV.
- Angélique Ionatos (1954–2021), griechische Sängerin, Gitarristin und Komponistin
- Angélique Kidjo (* 1960), beninisch-französische Musikerin und Choreografin
- Angélique Roujas (* 1974), französische Fußballspielerin und -trainerin